# Р-14
R-14 Усовая е балистична ракета, разработена от СССР по време на Студената война. Името дадено и от НАТО е SS-5 Skean. Тя е проектирана от Михаил Кузмич Янгел.
Опитът при създаването на Р-12, позволява ОКБ Янгел да пристъпи към разработването на Р-14/SS-5/Skean/Шотландска кама. Новата ракета е способна да покрие целия диапазон до 4000 километра. Новият комплекс Р-14 се отличава с по-висока готовност за СТАРТ и надеждност в експлотация.
На практика Р-14 е модификация на Р-12. Дължината е увеличена до 24,5 м., а диметъра до 2,4 м. Двигателят РД-216 е разработен в ГДЛ-ОКБ Глушко в периода 1958-60 г. Р-14 е с инерциално управление.
През април 1961 г. на въоръжение е приет наземен комплекс, а през 1964 г. комплекс за изстрелване от силоз. Ракетата е снабдена с една бойна глава с мощност от 2 до 6 Mt. Р-12 и Р-14 стават основата на създадените през 1959 г. ракетни войски със стратегическо предназначение.